# Пікаділлі
Пікаділлі (англ. Piccadilly) — одна з найширших і жвавих вулиць в історичному центрі Лондона — Вестмінстері. Пролягає від площі Пікаділлі (на сході) до Гайд-парку (на заході). Головна місцева визначна пам'ятка — будівля Королівської академії мистецтв.

## Історія
До XX століття область в районі вулиці була відома як Португалія, пізніше сама вулиця носила назву Португальської. Назва «Пікаділлі» походить від маєтку Роберта Бейкера, який на початку XVII століття розбагатів, торгуючи модними комірцями — «пікадільо» (piccadill) — жорсткими комірцями з зубчастими краями і широким шнурком, що стягувався по краях. У 1612 році він купує в районі вулиці частину землі й будує там будинок. Пізніше його маєток отримав назву Пікаділлі-хол.
Після відновлення англійської монархії в 1660 році, Piccadilly і область на північ (Мейфер) почали забудовуватися розкішними будинками. У XVII і XVIII століттях тут зводили будинки вельможі і аристократи, пізніше — нувориші начебто Ротшильдів. На північній стороні Пікаділлі в той час будувалися найфешенебельніші особняки Лондона.